# Crash (canção)
"Crash" é o sexto e último single lançado do álbum Love. Angel. Music. Baby., o primeiro solo da cantora norte-americana Gwen Stefani. Foi lançado no primeiro bimestre de 2006.
"Crash" é influenciada por canções dançantes da década de 1980. Essa canção é um single não esperado tanto pela cantora quanto pelo seu selo musical. Luxurious era para ter sido o último single lançado de Love.Angel.Music.Baby, mas com a grande quantidade de downloads que essa canção estava recebendo, Gwen e seu selo acharam melhor lançá-la como um single. Com Crash, metade das faixas de Love.Angel.Music.Baby foram lançadas como singles, entre 2004 e 2006. O videoclipe de "Crash", que já foi lançado na MTV americana, é extraído de uma performance ao vivo da cantora em sua Turnê Harajuku Lovers. A cantora não quis gravar outro videoclipe pelo fato de estar grávida, e a canção conter um certo caráter sexual que seria inapropriado para uma mulher que está prestes a dar à luz.

## Formato e Faixas
U.S. 12" promo single
A1. "Crash" (album Version) – 4:06
B1. "Crash" (Instrumental) – 4:05
B2. "Crash" (A Cappella) – 4:06
European promo CD single
1 "Crash" (album Version) – 4:06

## Desempenho nas paradas
| Posição | 95 | 74 | 57 | 49 | 49 | 70 | 84 | 100 | – |